# Бергаптен
Бергапте́н (5-ме́токсипсорале́н) — природна органічна хімічна сполука, що виробляється численними видами рослин, особливо з родини Зонтичні Apiaceae та Рутові Rutaceae . Наприклад, бергаптен виділено з 24   видів роду Heracleum  родини Apiaceae.   Різні види цитрусових містять значну кількість бергаптену  , зокрема деякі сорти лайму та гіркого апельсина . 
Бергаптен належить до класу хімічних сполук, відомих як фуранокумарини . У 1834 році Калбруннер виділив 5-метоксипсорален з ефірної олії бергамоту  - звідси і походить загальна назва "бергаптен". Це був перший виділений і ідентифікований фуранокумарин.

## Токсичність
Бергаптен - похідне псоралену, речовини класу природних органічних сполук, відомих як лінійні фуранокумарини ( вони мають лінійну хімічну структуру). Деякі з лінійних фуранокумаринів, включаючи бергаптен, діють як сильні фотосенсибілізатори при місцевому нанесенні на шкіру. 
Бергаптен часто зустрічається в рослинах, що викликають фітофотодерматити,  . Контакт з частинами рослин, що містять бергаптен (та інші лінійні фуранокумарини) з подальшим впливом ультрафіолетового світла, може призвести до фітофотодерматиту. Зокрема, бергаптен, як видається, є основною фототоксичною сполукою, що відповідальна за індукований цитрусовими фітотодерматит. 
Бергаптен відзначається мутагенними ефектами, а також здатністю бути дуже потужним агентом індукування хромосомних аберацій. При достатньо високій концентрації спостерігалося повне інгібування мітозу. 
Є достатньо доказів того, що бергаптен сприяє розвитку раку у тварин, але доказів його канцерогенності для людей наразі недостатньо. За даними Міжнародного агентства з досліджень раку, бергаптен, ймовірно, канцерогенний для людини. 

## Медичне використання
Бергаптен використовується для лікування деяких шкірних захворювань, зокрема вітіліго (лейкодермія) та псоріазу. У людей, які легко засмагають, фуранокумарини також можуть підвищити толерантність шкіри до сонячної радіації. 
При псоріазі бергаптен використовують як пероральний фотохіміотерапевтичний засіб, і цінують за його ефективність та відсутність фототоксичних та нечутливих до ліків реакцій. Він діє як фотосенсибілізуючий препарат, який є настільки ж ефективним або, при досить високому дозуванні, більш ефективним, ніж 8-метоксипсорален .  Показано, що бергаптен є цінною альтернативою 8-метоксипсоралену через меншу кількість побічних ефектів під час такого лікування, зокрема, еритемії, свербежу та нудоти. 
Показано, що Бергаптен має протипухлинну дію, зокрема, виявлено його здатність індукувати аутофагію у клітинах раку молочної залози. Припускають, що це можливо завдяки посиленню експресії генів PTEN у клітинах раку молочної залози. 
Бергаптен, поряд з іншими фуранокумаринами, також може бути причетним до інгібування цитохрому Р450 . 

## Синтез

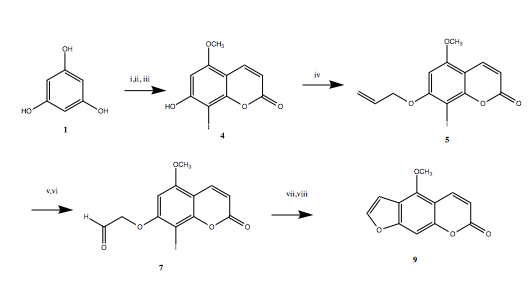
Варіант ефективного синтезу Бергаптена

Бергаптен - це природна сполука, але її можна й синтезувати. Більшість синтезів лінійних фуранокумаринів беруть початок з центральної ароматичної одиниці та додавання двох гетероциклічних кілець.  